# Пасько, Алексей Афанасьевич
Алексей Афанасьевич Пасько (1916—1997) — младший лейтенант Советской Армии, участник Великой Отечественной войны, Герой Советского Союза (1945).

## Биография
Алексей Афанасьевич Пасько родился 1 марта 1916 года в Екатеринославе, в семье служащих. По нации - украинец. После окончания Полтавского медицинского техникума работал в фотоартели. В 1940 году Пасько был призван на службу в Рабоче-крестьянскую Красную Армию Ново-Сенжарским РВК. С июля 1942 года — на фронтах Великой Отечественной войны. В 1944 году Пасько окончил Челябинское танко-техническое училище. В боях был контужен.
К январю 1945 года младший техник-лейтенант Алексей Пасько был механиком-водителем танка 13-го гвардейского отдельного тяжёлого танкового полка 4-й танковой армии 1-го Украинского фронта. Отличился во время освобождения Польши. Экипаж Пасько вместе с группой автоматчиков атаковал большую группу вражеских войск под городом Кобылин, уничтожив 1 танк, 5 артиллерийских орудий и 30 вражеских солдат и офицеров. Когда в 12 километрах к юго-западу от Кобылина танк Пасько встал на месте из-за неисправности, Пасько с экипажем танка и автоматчиками в течение трёх дней отражал атаки гитлеровцев, уничтожив при этом вражеский БТР, пять автомашин и немало бойцов противника. Когда танк был полностью уничтожен, Пасько пулемётным огнём прикрывал отход товарищей в близлежащее село Пеньково, после чего укрылся с товарищами у местных жителей, где и дождался прихода подкрепления.
Указом Президиума Верховного Совета СССР от 10 апреля 1945 года за «образцовое выполнение боевых заданий командования и проявленные при этом мужество и героизм» гвардии младший техник-лейтенант Алексей Пасько был удостоен высокого звания Героя Советского Союза с вручением ордена Ленина и медали «Золотая Звезда» за номером 7480.
В 1946 году Пасько был уволен в запас. Проживал и работал в посёлке Высокий Харьковского района Харьковской области Украины на мебельной фабрике. Умер 4 апреля 1997 года, похоронен в Высоком.
Был также награждён орденами Отечественной войны 1-й и 2-й степени, рядом медалей.